# Istvan Kozocsa
Istvan Kozocsa (* 13. April 1940 in Budapest, Ungarn) ist ein ehemaliger Basketballspieler und -trainer.

## Leben
Kozocsa schloss seine Schulbildung in seiner Heimatstadt Budapest 1958 mit dem Abitur ab, anschließend lernte er Buchbinder, gefolgt von einem Sportstudium.
Im Alter von 25 Jahren siedelte er nach Deutschland über. Ab 1967 hatte er an der Deutschen Sporthochschule Köln einen Lehrauftrag im Fach Basketball und war gleichzeitig von 1967 bis 1970 als Diplom-Sportlehrer im Schulamt Düsseldorf tätig. Ab 1970 war der mit einer A-Trainerlizenz im Basketball ausgestattete Kozocsa an der Sporthochschule Lehrkraft für besondere Aufgaben.
Neben seiner Tätigkeit als Sportlehrer war Kozocsa Basketballtrainer. Er war in den 1960er Jahren beim ART Düsseldorf im Amt, von 1969 bis 1972 betreute er die Mannschaft des ASV Köln in der Basketball-Bundesliga als Trainer. In der Saison 1973/74 war mit ADB Koblenz Trainer eines weiteren Bundesligisten sowie 1980/81 des Damen-Bundesligisten Saturn Köln. Zu Beginn der 1990er Jahre war er Trainer der BSG Grevenbroich und führte den Verein in der Saison 1997/1998 zum Aufstieg in die zweite Regionalliga.
Kozocsa hat drei Lehrbücher zum Thema Basketball verfasst, 1979, 1981 sowie 1985 erschienen. Daneben war er an der Produktion von Lernvideos zum Basketball beteiligt. Er arbeitete unter anderem an den Forschungsprojekten „Sportverletzungen und Folgeschäden im Hochleistungsbasketball“ (1988 bis 1991) sowie „Entwicklung und Erprobung von Fehlerkarten zur Verbesserung des Sprungwurfes aus dem Dribbling im Basketball“ (1989 bis 1991) mit. Letzteres leitete er.